# لي (جينز)
لي جينز (بالإنجليزية: Lee Jeans)‏ هي ماركة أمريكية لجينز الدينم، تم تأسيسها لأول مرة عام 1989 ب سالينا، الولايات المتحدة الأمريكية، تم تأسيسها عن طريق (VF Corporation). ويقع مقرها في ميريام (كانساس)، الولايات المتحدة.
وتحتل الشركة مكانة هامة في الأسواق العالمية من حيث الإنتاجية والإقبال على منتجاتها.

## مواقع خارجية
- لي جينز
- لي جينز أستراليا